# Sokoliwka (obwód kijowski)
Sokoliwka (ukr. Соколівка) – wieś na Ukrainie, w obwodzie kijowskim, w rejonie białocerkiewskim, nad Protoką. W 2001 roku liczyła 489 mieszkańców.
W czasach radzieckich w miejscowości znajdowała się siedziba kołchozu „Ukrajina”.